# 內格
內格（英語：Inessive case，ine）是一種方位語法格。這個格基本上帶有「在…內」的含意，例如「在房子裡」可對應到芬蘭語的「talo·ssa」、愛沙尼亞語的「maja·s」、莫克沙語的「куд·са」（kud·sa）、巴斯克語的「etxea·n」、立陶宛語的「nam·e」、拉特加萊語的「sāt·ā」，以及匈牙利語的「ház·ban」。

## 芬蘭語
在芬蘭語中，內格被認為是六個方位格中的第一個。剩下五個依序是出格、入格、向格、接格和離格。
芬蘭語中的名詞和形容詞的內格使用後綴或表示（依元音和諧律而不同）。內格具有以下用途：
- 表達某種「在…內」的靜態
（我們住在芬蘭。）
- 說明完成某項工作需要多長時間
（兩年內）
- 說明兩件事情緊密相連
（Katja Lehtinen 通話中）
（戒指在我的手指上。）
- 作為動詞olla的存在子句（英语：Existential clause），表示擁有某物
（報紙有68頁。）
- 與動詞käydä、vieraillaa連用
（我去酒吧）

## 各個格的相對關係
芬兰语、爱沙尼亚语，和匈牙利语等乌拉尔语系常见的方位格如下：
|      | 静止 | 起点 | 终点 | 使役(成份) |
| ---- | ---- | ---- | ---- | ---------- |
| 内部 | 内格 | 出格 | 入格 | 上格       |
| 外部 | 接格 | 离格 | 向格 | 頂格       |

## 外部鏈結
- Mitä sisä- ja ulkopaikallissijoilla tarkoitetaan? （页面存档备份，存于） Iso suomen kielioppi verkossa (VISK): § 1238. Kotimaisten kielten tutkimuskeskus, 2008.
- Panu Mäkinen: Suomen kielioppi 1999–2004.
- Jukka Korpela: Eikö saisi myydä asuntoa parvekkeella? Suomen kielen ns. paikallissijojen hyvästä käytöstä （页面存档备份，存于） 2002–2008.

1. ↑  Mäkinen, Panu. . users.jyu.fi. University of Jyväskylä.   [6 March 2015]. （原始内容存档于2019-05-11）.